# ジャック・L・チョーカー
ジャック・ローレンス・チョーカー（英語: Jack Laurence Chalker、1944年12月17日 - 2005年12月11日）とはアメリカ合衆国のSF作家である。1978年までの12年間、メリーランド州のボルチモア公立学区で歴史教師を務めた後に作家に転身した。ワシントン・サイエンス・フィクション協会に在籍し、さらにボルチモア・サイエンス・フィクション協会を設立した。

## 経歴・家族
メリーランド州ボルチモアで生まれ育った。数冊の自著ではバージニア州ノーフォーク出身としているが後に否定している。ボルチモア・シティ・カレッジにある高校に通った後、タウソン大学で英語の文学士を取得した。また、大学の学生新聞である『ザ・タワーライト』で演劇批評を行なっていた。2003年、タウソン大学の卒業生優秀賞リベラル・アーツ部門を受賞した。ジョンズ・ホプキンス大学では教養学部修士号を取得した。その後弁護士になろうとしたが、経済的問題で教師の職に就いた。1966年から1978年までボルチモア公立学区で歴史と地理を教えていて、特にボルチモア・シティ・カレッジや現存していないサウスウェスト高校で教壇に立つことが多かった。同時にスミソニアン学術協会、アメリカ国立衛生研究所などいくつかのカレッジや大学で主にサイエンス・フィクションやテクノロジーを担当する講師を務めていた。
1958年にワシントン・サイエンス・フィクション協会に加わり、1963年には2人の友人と共にボルチモア・サイエンス・フィクション協会を設立した。1965年から2004年まで世界SF大会やバー・ワンに毎回出席した。また1960年から1971年までSFアマチュア雑誌『ミラージュ』を（1963年にヒューゴー賞のファンジン部門にノミネートされた）、ファンタジー・アマチュア・プレス協会と共同で雑誌『インタージェクション』を1968年から1987年にかけて計10号出版した。またノンフィクションやサイエンス・フィクション、ファンタジーに関する著書を発売するためにミラージュ・プレスという出版社を設立した。
1978年に結婚し、2人の息子を授かった。
エラスティックオーディオや旅行、サイエンス・フィクションコンベンション委員会活動を趣味としており、特にフェリーボートが大好きだった。妻の提案で中州にあるミラーズバーグ・フェリーのロアリング・ブルで結婚式を挙げた。

## チョーカーとサイエンス・フィクション
作品を読むのが好きだった作家にはエリック・フランク・ラッセル、ジェームズ・ホワイト、フィリップ・ホセ・ファーマーの数作品、レイモンド・F・ジョーンズやロバート・A・ハインラインの初期作品、ジャック・ヴァンス他多数と枚挙にいとまがない。世界SF大会には1965年1月から2004年11月まで出席しており、欠席したのは一回のみだった。
チョーカーはハミルトン＝ブラケット記念賞（1979年）、スカイラーク賞（1980年）、ディーダラス賞（1983年）、The Gold Medal of the West Coast Review of Books（1984年）など名声を高める賞を多数受賞している。また、ジョン・W・キャンベル記念賞とヒューゴー賞にそれぞれ2回ノミネートされている。また、チョーカーの死後、2005年4月9日にサウザン・ファンダム・コンフェデレーションズよりフェニックス賞を授与された。1963年にチョーカーはボルチモア・サイエンス・フィクション協会を設立したがアメリカSFファンタジー作家協会の会計係も3期務めた。ミラージュ・プレスから出版された『The Science Fantasy Publishers』（1991年に第3版発行、年一回更新）をマーク・オーウィングスと共に執筆した。この中小出版社の書誌情報は1992年のヒューゴー賞にノミネートされた。2006年4月8日、ボルチモア・サイエンス・フィクション協会が主催するメリーランド州の若手作家コンテストが「ジャック・L・チョーカー・ヤングライターズ・コンテスト」に改名された。
彼の最も知られた著作はシリーズ小説『Well World』と思われるが、他にも多くの小説や短編シリーズを少なくとも9作品著している。作品の多くに主要キャラクターが物理的な変身をするシーンがある。例として『Well World』シリーズではWell Worldに移民する時、人工の惑星で生息する感覚を持つ数千の種の何れかに変身している。他の例として『Wonderland Gambit』シリーズでは伝統的仏教であるジャータカのような転生をする話をサイエンス・フィクションで描いている。息子のスティーブン・チョーカーが『Wonderland Gambit』の映画化構想を発表した。チョーカーが死去した時点で未完に終わった小説に『Chameleon』がある。また『Chameleon』の続編として『Ripsaw』を構想していた。

## 病気と死
ハリケーン・イザベルが猛威を振るっていた2003年9月18日、チョーカーは気絶し、病院へ運ばれ心臓発作と診断された。その後退院したが、心身が衰弱するようになった。2004年12月6日、呼吸不全と見当識障害で再び病院へ運ばれ、今度はうっ血性心不全、気胸と診断された。危篤状態で入院したが、9日に容態は安定したが15日まで意識は戻らなかった。さらに数週間後容態が悪化し、遷延性意識障害になったため別の病院に移された。そして2005年2月11日にメリーランド州ボルチモアのボン・セカウアズにて腎不全と敗血症で死去した。
遺骨の一部はルードン公園墓地に埋葬され、残りは香港近くのフェリー上、ハワイ島と中国本土間のフェリー上、ベトナムでのフェリー上で散骨され、最後は2007年の父の日にホワイツ・フェリーの上で散骨された。2005年12月17日にはハワード・フィリップス・ラヴクラフトの墓にも散骨された。

## 著作

### The Saga of the Well Worldシリーズ
- Midnight at the Well of Souls, Del Rey, 1977 (ISBN 0-7434-3522-2)
- Exiles at the Well of Souls, Del Rey, 1978 (ISBN 0-7434-3603-2)
- Quest for the Well of Souls, Del Rey, 1978 (ISBN 0-7434-7153-9)
- The Return of Nathan Brazil, Del Rey, 1980 (ISBN 0-345-28367-8)
- Twilight at the Well of Souls, Del Rey, 1980 (ISBN 0-345-28368-6)
- The Sea is Full of Stars, December, 1999 (ISBN 0-345-39486-0)
- Ghost of the Well of Souls, 2000 (ISBN 0-345-39485-2)

### The Watchers at the Wellシリーズ
- Echoes of the Well of Souls, Del Rey, trade paperback, May, 1993 (ISBN 0-345-38686-8)
- Shadow of the Well of Souls, Del Rey Feb. 1994 (ISBN 0-345-36202-0)
- Gods of the Well of Souls, Del Rey, 1994 (ISBN 0-345-38850-X)

### The Four Lords of the Diamondシリーズ
- Lilith: A Snake in the Grass, Del Rey, 1981 (ISBN 0-345-29369-X)
- Cerberus: A Wolf in the Fold, Del Rey, 1982 (ISBN 0-345-31122-1)
- Charon: A Dragon at the Gate, Del Rey, 1982 (ISBN 0-345-29370-3)
- Medusa: A Tiger by the Tail, Del Rey, 1983 (ISBN 0-345-29372-X)
- The Four Lords of the Diamond, The Science Fiction Book Club (omnibus edition), 1983

### The Dancing Godsシリーズ
- The River of Dancing Gods, Del Rey, 1984 (ISBN 0-345-30892-1)
- Demons of the Dancing Gods, Del Rey, 1984 (ISBN 0-345-30893-X)
- Vengeance of the Dancing Gods, Del Rey, July, 1985 (ISBN 0-345-31549-9)
- Songs of the Dancing Gods, Del Rey, August, 1990 (ISBN 0-345-34799-4)
- Horrors of the Dancing Gods, 1994 (ISBN 0-345-37692-7)
- The Dancing Gods: Part One, Del Rey, November, 1995 (ISBN 0-345-40246-4). The River of Dancing GodsとDemons of the Dancing Godsを収録。
- The Dancing Gods II, Del Rey, September, 1996 (ISBN 0-345-40771-7). Vengeance of the Dancing GodsとSongs of the Dancing Godsを収録。

### The Soul Riderシリーズ
- Spirits of Flux and Anchor, Tor Books, 1984 (ISBN 0-8125-3320-8)
- Empires of Flux and Anchor, Tor Books, 1984 (ISBN 0-8125-3329-1)
- Masters of Flux and Anchor, Tor Books, January, 1985 (ISBN 0-8125-3281-3)
- The Birth of Flux and Anchor, Tor Books, 1985 (ISBN 0-8125-2292-3)
- Children of Flux and Anchor, Tor Books, September, 1986 (ISBN 0-8125-2340-7)

### The Rings of the Masterシリーズ
- Lords of the Middle Dark Del Rey Books, May, 1986 (ISBN 0-345-32560-5)
- Pirates of the Thunder, Del Rey Books, March, 1987 (ISBN 0-345-32561-3)
- Warriors of the Storm, Del Rey Books, August, 1987 (ISBN 0-345-32562-1)
- Masks of the Martyrs, Del Rey, February, 1988 (ISBN 0-345-34309-3)

### The G.O.D. Incシリーズ
- The Labyrinth of Dreams. Tor Books, March, 1987 (ISBN 0-8125-3306-2)
- The Shadow Dancers, Tor Books, July, 1987 (ISBN 0-812-53308-9)
- The Maze in the Mirror, Tor Books, January, 1989 (ISBN 0-8125-2069-6)

### The Changewindsシリーズ
- When the Changewinds Blow, Ace-Putnam's, September, 1987
  - ジャック・L・チョーカー 著、野口幸夫 訳『変容風の吹くとき』角川書店、1990年3月。ISBN 4042740014。
- Riders of the Winds, Ace Books, May, 1988
- War of the Maelstrom, Ace-Putnam's, October, 1988 (ISBN 0-441-10268-9)

### The Quintara Marathonシリーズ
- The Demons at Rainbow Bridge, Ace-Putnam's, hardcover, September, 1989 (ISBN 0-441-69992-8)
- The Run to Chaos Keep, Ace-Putnam's, May, 1991 (ISBN 0-441-69348-2)
- The Ninety Trillion Fausts (a.k.a. 90 Trillion Fausts), Ace-Putnam's, October 1991 (ISBN 0-441-58103-X)

### The Wonderland Gambitシリーズ
- The Cybernetic Walrus, Del Rey, trade pb in November, 1995
- The March Hare Network, 1996
- The Hot-Wired Dodo, Del Rey, Feb. 1997

### The Three Kingsシリーズ
- Balshazzar's Serpent, Baen Books 1999
- Melchior's Fire, Baen Books, 2001.
- Kaspar's Box, 2003

### 短編小説
- A Jungle of Stars, Ballantine, Del Rey, 1976 (ISBN 0-345-28960-9)
- The Web of the Chozen, Del Rey, 1978 (ISBN 0-345-27376-1)
- And the Devil Will Drag You Under, Del Rey, 1979 (ISBN 0-345-30504-3)
- A War of Shadows, Ace: An Analog Book, 1979
- Dancers in the Afterglow, Del Rey, 1979, 1982 (ISBN 0-345-30493-4)
- The Devil's Voyage, Doubleday, 1980
- The Identity Matrix, Timescape（英語版）: Pocket Books, 1982 (ISBN 0-671-65547-7)
- Downtiming the Night Side, Tor Books, May, 1985 (ISBN 0-8125-3288-0)
- The Messiah Choice, St. Martins - Blue Jay, May, 1985
- The Red Tape War (with Mike Resnick and George Alec Effinger). Tor hardcover, April, 1991
- Priam's Lens, Del Rey 1997 (ISBN 0-345-40294-4)
- The Moreau Factor, Del Rey Feb., 2000
- Chameleon (partially completed at time of death)

### コレクション・アンソロジー
- Dance Band on the Titanic, Del Rey Books, July, 1988 (short stories)
- Hotel Andromeda [edited by], Ace, 1994 (ISBN 0-441-00010-X)

Dance Band on the Titanicに収録されている短編以外にもチョーカーは他に少なくとも1作品短編を書いている:
- "And Now Falls the Cold, Cold Night".  Alternate Presidents, ed. Mike Resnick, Tor 1992.

### 小説のオムニバスコレクション
- The Watchers at the Well, Science Fiction Book Club, 1994
- Changewinds, Baen, August, 1996
- The Four Lords of the Diamond (Book Club Edition - 1983)

### その他
- An Informal Biography of Scrooge McDuck, Mirage, 1974